# Lyra (Žďár nad Sázavou)
Lyra je barokní hospodářský dvůr patřící ke klášteru ve Žďáru nad Sázavou, který pravděpodobně navrhl Jan Blažej Santini-Aichel. Leží proti klášteru za Bránským rybníkem a svým půdorysem připomíná lyru.

## Historie
V roce 1705 se stal opatem cisterciáckého kláštera ve Žďáru nad Sázavou Václav Vejmluva, za jehož působení (1705-1738) dospěl klášter k vrcholu svého rozkvětu. Již na začátku svého působení, respektive roku 1706, díky sedleckému opatovi Jindřichovi Snopkovi, poznal architekta Jana Blažeje Santiniho-Aichela. Tímto setkáním začala jejich spolupráce, která trvala 17 let, až do Santiniho smrti. Během této doby vznikla řada vynikajících staveb. Ve Žďáru započal úpravou konventního kostela, ale nakonec zasáhl do podoby celého areálu i přilehlého okolí.

## Dvůr Lyra
Jako autor zde není Santini doložen, avšak o jeho autorství se nepochybuje, poněvadž novostavba opět vyplynula z jeho činnosti pro opata Vejmluvu a z celkové koncepce areálu dvora. 
Podobu hospodářského dvora lze studovat na vyobrazení žďárského kláštera od severozápadu. Pohled na klášter se nachází v souboru sbírky Dismase z Hoferů a datován je rokem 1722. Vidíme na něm velký dvůr za Brannským (Opatským) rybníkem již zcela dokončený. Dále nás o jeho podobě informuje Mansfeldova rytina z roku 1734.
Santini se rozhodl impozantně rozlehlý hospodářský dvůr umístit na terénu mírně se svažujícím k břehu rybníka. Kompozici utilitární budovy pojal zcela symetricky. Aby tuto část propojil s celým komplexem budov, svázal pohledovou osu dvora s okny prelatury kláštera. Hospodářskou stavbu ztvárnil v duchu půdorysného symbolismu.
Areál tvoří šest, respektive sedm budov a čtyři brány. Západní křídlo, jež je poměrně dlouhé, má jednopatrový střed a tvoří ho sedm okenních os. Boční části tohoto křídla zůstaly přízemní, dále na ně navazují dvě protějškové brány. Na východní části bran navazují dlouhá, opět přízemní křídla stodol. Budovy stodol Santini v jejich půdorysu esovitě prohnul, čímž dosáhl charakteristického tvaru lyry, který dal také název celému dvoru. Na východní straně dvora se nachází ještě tři drobnější křídla, a to za další dvojicí protějškových bran. Poslední budovu areálu představuje vozová kolna umístěná v ose plochy dvora.
Architektonický půdorys dvora zůstal původní, čili barokní, ale jednotlivé stavby a jejich části zasáhly v různém rozsahu nevhodné přestavby, proto dnes není jejich původní barokní ráz téměř patrný.